# Britanska Formula 3
britansko prvenstvo Formule 3 ali na kratko Britanska F3 je dirkaško prvenstvo formul v Združenem kraljestvu. Je eno glavnih prvenstev Formule 3 v Evropi. Občasno dirke potekajo tudi na drugih evropskih dirkališčih, izven Velike Britanije.
Ker je večina moštev Formule 1 doma v Veliki Britaniji, je to prvenstvo pomembno za mlade dirkače s celega sveta, ker se lahko tu dokažejo, zato je to najprestižnejše nacionalno prvenstvo Formule 3. Pred letom 1980 je pogosto potekalo več prvenstev pod imenom Britansko prvenstvo Formule 3. Med zmagovalci prvenstva je tudi več kasnejših prvakov Formule 1, Jackie Stewart, Emerson Fittipaldi, Nelson Piquet, Ayrton Senna in Mika Häkkinen.

## Prvaki po sezonah
| Sezona | Dirkač               | Dirkalnik            | Uradno ime                                   |
| ------ | -------------------- | -------------------- | -------------------------------------------- |
| 1964   | Jackie Stewart       | Cooper-Austin        | BARC                                         |
| 1964   | Rodney Banting       | Lotus-Austin         | BRSCC                                        |
| 1965   | Roy Pike             | Brabham-Ford         | BARC                                         |
| 1965   | Tony Dean            | Brabham-Ford         | BRSCC                                        |
| 1966   | Harry Stiller        | Brabham-Ford         | Les Leston                                   |
| 1967   | Harry Stiller        | Brabham-Ford         | Les Leston                                   |
| 1968   | Tim Schenken         | Chevron-Ford         | Lombank                                      |
| 1969   | Emerson Fittipaldi   | Lotus-Ford           | Lombank                                      |
| 1970   | Tony Trimmer         | Brabham-Ford         | Motor Sport-Shell                            |
| 1970   | Dave Walker          | Lotus-Ford           | Lombank                                      |
| 1970   | Carlos Pace          | Lotus-Ford           | Forward Trust                                |
| 1971   | Dave Walker          | Lotus-Ford           | Shell Grovewood                              |
| 1971   | Roger Williamson     | March-Ford           | Lombard                                      |
| 1971   | Dave Walker          | Lotus-Ford           | Forward Trust                                |
| 1972   | Roger Williamson     | GRD-Ford             | Shell                                        |
| 1972   | Rikky von Opel       | Ensign-Ford          | Lombard                                      |
| 1972   | Roger Williamson     | GRD-Ford             | Forward Trust                                |
| 1973   | Tony Brise           | March-Ford           | John Player Special                          |
| 1973   | Tony Brise           | March-Ford           | Lombard                                      |
| 1973   | Ian Taylor           | March-Ford           | Forward Trust                                |
| 1974   | Brian Henton         | March-Ford           | Lombard                                      |
| 1974   | Brian Henton         | March-Ford           | Forward Trust                                |
| 1975   | Gunnar Nilsson       | March-Toyota         | BP                                           |
| 1976   | Rupert Keegan        | March-Toyota         | BP                                           |
| 1976   | Bruno Giacomelli     | March-Toyota         | Shell Sport                                  |
| 1977   | Derek Daly           | Chevron-Toyota       | BP                                           |
| 1977   | Stephen South        | March-Toyota         | Vandervell                                   |
| 1978   | Nelson Piquet        | Ralt-Toyota          | BP                                           |
| 1978   | Derek Warwick        | Ralt-Toyota          | Vandervell                                   |
| 1979   | Chico Serra          | Ralt-Toyota          | Vandervell British F3                        |
| 1980   | Stefan Johansson     | March-Toyota         | Vandervell British F3                        |
| 1981   | Jonathan Palmer      | Ralt-Toyota          | Marlboro British F3                          |
| 1982   | Tommy Byrne          | Ralt-Toyota          | Marlboro British F3                          |
| 1983   | Ayrton Senna         | Ralt-Toyota          | Marlboro British F3                          |
| 1984   | Johnny Dumfries      | Ralt-Volkswagen      | Marlboro British F3                          |
| 1985   | Mauricio Gugelmin    | Ralt-Volkswagen      | Marlboro British F3                          |
| 1986   | Andy Wallace         | Reynard-Volkswagen   | Lucas British F3                             |
| 1987   | Johnny Herbert       | Reynard-Volkswagen   | Lucas British F3                             |
| 1988   | Jyrki Järvilehto     | Reynard-Toyota       | Lucas British F3                             |
| 1989   | David Brabham        | Ralt-Volkswagen      | Lucas British F3                             |
| 1990   | Mika Häkkinen        | Ralt-Honda           | British F3                                   |
| 1991   | Rubens Barrichello   | Ralt-Honda           | British F3                                   |
| 1992   | Gil de Ferran        | Reynard-Honda        | British F3                                   |
| 1993   | Kelvin Burt          | Reynard-Honda        | British F3                                   |
| 1994   | Jan Magnussen        | Dallara-Honda        | British F3                                   |
| 1995   | Oliver Gavin         | Dallara-Vauxhall     | British F3                                   |
| 1996   | Ralph Firman         | Dallara-Honda        | British F3                                   |
| 1997   | Jonny Kane           | Dallara-Honda        | Autosport British F3                         |
| 1998   | Mario Haberfeld      | Dallara-Honda        | Autosport British F3                         |
| 1999   | Marc Hynes           | Dallara-Honda        | Autosport British F3                         |
| 2000   | Antonio Pizzonia     | Dallara-Honda        | Green Flag British F3                        |
| 2001   | Takuma Sato          | Dallara-Honda        | Green Flag British F3                        |
| 2002   | Robbie Kerr          | Dallara-Honda        | Green Flag British F3                        |
| 2003   | Alan van der Merwe   | Dallara-Honda        | British F3                                   |
| 2004   | Nelson Angelo Piquet | Dallara-Honda        | Avon Tyres British F3                        |
| 2005   | Álvaro Parente       | Dallara-Honda        | Avon Tyres British F3                        |
| 2006   | Mike Conway          | Dallara-Mercedes     | Lloyds TSB Insurance British F3              |
| 2007   | Marko Asmer          | Dallara-AMG-Mercedes | British F3 International                     |
| 2008   | Jaime Alguersuari    | Dallara-AMG-Mercedes | British F3 International                     |
| 2009   | Daniel Ricciardo     | Dallara-Volkswagen   | Cooper Tires British F3 International Series |
| 2010   | Jean-Eric Vergne     | Dallara-Volkswagen   | Cooper Tires British F3 International Series |